# Antemnae
Antemnae (du latin ante amnes) est une ancienne ville sabine du Latium antique ou grecque conquise par les Aborigènes identifiée près de la villa Ada, à 5,5 km au nord du centre historique de Rome, juste au sud du point de confluence du Tibre et de l'Anio. Il s'agit de la capitale du peuple des Antemnates et Pline l'Ancien l'inclut dans la liste des villes disparues.

## Localisation
La ville, un des premiers sites autres que Rome mentionnés dans l'histoire romaine, est citée dans de nombreux textes antiques qui signalent sa position stratégique, un oppidum ou « acropole » surplombant le confluent du Tibre et de l'Anio. Son nom dérive de cette position, juste avant le cours de l'Anio pour qui vient de Rome, soit en latin ante amnes (littéralement « avant la rivière »).

« Amnis, de ambitus (circuit), courant d'eau qui entoure quelque chose [...] Antemnes doit aussi son nom à ce qu'elle a devant elle (ante) l'Anio, rivière qui se jette dans le Tibre. Antemnes est aussi un vieux terme de guerre, que l'usage n'a point sanctionné. »

— Varron, De Lingua Latina, livre V, 28.
Antemnae ne se situe qu'à 30 stades de Rome, ce qui motive Romulus pour déclarer rapidement la guerre. La Via Salaria connecte Rome à Antemnae en traversant l'Anio.
Le site antique correspond à la colline actuelle de Monte Antenne, dans le parc de la Villa Ada, au nord de Rome, qui culmine à environ 60 mètres.

## Histoire
Virgile, dans l'Enéide, la cite comme une des cinq villes qui a pris les armes contre Énée et Silius Italicus, comme plus ancienne que Crustumerium. Denys d'Halicarnasse raconte que la ville est fondée par les Aborigènes à la suite du rituel du ver sacrum et à la même époque que Tellenae, Ficulnea et Tibur. Mais selon Plutarque, la ville est d'origine sabine et est fondée à la même époque que Rome.
L'histoire d'Antemnae est liée à la légende de la fondation de Rome. Selon Tite-Live, les Antemnates déclarent la guerre à Romulus pour venger l'enlèvement des Sabines. Les Romains, menés par Romulus, assiègent et occupent la ville, après que les Antemnates aient attaqué le territoire de Rome, en profitant de l'absence des Romains, engagés dans le conflit avec les Ceninensins. Les Antemnates sont transférés à Rome en 748 av. J.-C. Romulus s'empare de leur cité et y envoie 300 colons romains,,. Cet échange de population pourrait être dû à l'intégration de la ville à l'ager romanus.
Selon le récit de Pline l'Ancien, la ville est soumise par Romulus après la défaite du roi Titus Tatius, ce dernier devenant le codirigeant du royaume romain. Durant la royauté, la cité devient un castellum romain protégeant la frontière nord du territoire romain, matérialisée par le cours de l'Anio.
Selon Denys d'Halicarnasse, la cité se range aux côtés de Porsenna lorsqu'il attaque Rome. Puis, elle soutient les Tarquins dans leur tentative de reconquête du pouvoir.
La ville jouit d'une grande prospérité entre le VIIe et le VIe siècle av. J.-C., profitant probablement de sa position géographique entre la voie navigable qu'est le Tibre et la Via Salaria vetus qui dessert l'intérieur des terres. Antemnae a ainsi pu entretenir des échanges avec les cités de Véies et Faléries, ainsi qu'avec les cités latines. Ses liens, culturels et artistiques, transparaissent dans les quelques pièces de décor architectonique retrouvées sur place,.
À l'époque de Tarquin, les Étrusques et les Sabins campent ensemble au pied de la ville à la confluence de l'Anio et du Tibre. Le roi de Rome fait brûler le pont en bois grâce à des barques enflammées et parvient à attaquer ces deux armées divisées.
La cité est fortifiée vers 500 av. J.-C. et les fortifications semblent être détruites au siècle suivant. À partir du IIIe siècle av. J.-C. la ville connaît un déclin. La cité est encore prospère à la fin du IVe siècle av. J.-C.
Brennos et le peuple des Sénons campent également ici avant d'aller attaquer Rome.
Hannibal Barca aurait campé sur ce site avant de tenter de mettre le siège devant Rome par la Porte Colline.
À la fin de l'ère républicaine, la présence d'un temple dédié à Junon est attesté et Strabon la mentionne parmi les anciennes villes du Latium en son temps désormais réduite à de simples villages ou domaines agricoles.
Antemnae disparaît ensuite des textes antiques jusqu'en 82 av. J.-C., durant la guerre qui oppose les partisans de Sylla à ceux de Marius. Des troupes samnites vaincus près de la Porte Colline y trouvent refuge et se rendent à Sylla. Durant la République, la prospérité de la ville a décliné au fur et à mesure qu'elle est incorporée dans la périphérie de l'Urbs qui s'agrandit.
Vers la fin du Ier siècle av. J.-C., à l'époque augustéenne, une grande villa est construite sur une partie de la ville, le reste formant un petit village attenant,,,. Néanmoins, la villa qui y a été bâtie continue d'être occupée jusqu'au Bas-Empire.
Alaric Ier, roi des Wisigoths, installe son campement sur ce site en 409.

## Site

Localisation d'Antemnae pendant l'Antiquité.

Le site se trouve à l'intérieur de Villa Ada, à la confluence entre le Tibre et l'Anio et est en grande partie détruit par la construction du fort Antenne entre 1877 et 1891. Sa première identification est le fait d'Antonio Nibby.
Les murs de la ville, réalisés en blocs massifs avec la technique de l'opus quadratum, sont datés entre la fin du VIe et le début du Ve siècle av. J.-C. et peuvent atteindre une hauteur de 7 mètres.
La cité d'Antemnae occupe un emplacement privilégié, entre le Tibre et l'Anio, voies navigables, et le tracé de la Via Salaria vetus, route commerciale, dont les vestiges sont encore visibles dans le parc public actuel. Elle est bâtie sur un plateau qui culmine à environ 40 mètres aux pentes escarpées sur tout le tour, seul un passage moins difficile permet d'accéder au sommet. L'enceinte délimite une superficie de 13 hectares dans laquelle ont été mis au jour les vestiges de maisons en brique, des citernes, des puits et un système d'égout qui remontent à la première moitié de l'ère républicaine. Tout autour du plateau, s'étend une grande nécropole archaïque qui n'a pas encore été dégagée.
La citadelle semble proche des deux routes principales : l'une va vers Fidènes et le pont, et l'autre vers Rome. Une autre porte d'accès permet de rejoindre directement la confluence entre le Tibre et l'Anio près d'un îlot et une dernière donne accès aux champs. L'existence d'une deuxième citadelle est évoquée.

### Fouilles archéologiques
Aucune fouille systématique n'est entreprise. Les archéologues de l'époque, dont Rodolfo Lanciani et Borsari, profitent des travaux du fort pour effectuer des recherches sur le site. Des traces de fonds de cabanes préhistoriques, une tombe d'enfant ainsi qu'un abondant matériel en terre cuite ont été mis au jour sous la villa impériale. Malheureusement, la plupart des objets trouvés sont aujourd'hui perdus, faute de temps pour les classer à l'époque. Aujourd'hui, le site archéologique fait partie de la vaste zone qui a été aménagée en parc public. De nouvelles fouilles ont été entreprises en 1986.
À partir des fouilles archéologiques réalisées dans la zone habitée, des fondations en tuf et des toits en tuile sont découverts. Des systèmes hydrauliques sont également mis au jour, malgré la destruction d'une citerne au cours des travaux du XIXe siècle.

#### Temple
Le point culminant du plateau, atteignant presque 60 mètres, est occupé depuis la fin du IIIe ou le début du IIe siècle av. J.-C. par un temple dont la dédicace est inconnue.
La présence d'un culte remonte au milieu du VIIe siècle av. J.-C. Divers fragments appartenant à l'édifice cultuel ont été retrouvés lors des fouilles, comme des antéfixes représentant le visage de Junon Lanuvina, une statue de Minerve assise ou deux antéfixes représentant des têtes de Ménades date du Ve siècle av. J.-C. et est aujourd'hui exposée au Musée national romain.

#### Villa
À la fin du Ier siècle av. J.-C., une grande villa est construite sur la partie nord du plateau. Elle comprend une partie résidentielle, une grande salle, un vaste cryptoportique et une grande citerne.

#### Fond antique
- Denys d'Halicarnasse, Antiquité romaine.
- Pline l'Ancien, Histoire naturelle.
- Plutarque, Vie de Romulus (lire sur Wikisource).
- Silius Italicus, Guerres puniques.
- Strabon, Géographie.
- Varron, De langue latin.
- Virgile, Énéide (lire sur Wikisource).

#### Ouvrages
- (en) T. S. Baynes, « Antemnæ », Encyclopædia Britannica, New York, Charles Scribner's Sons, 1878, 9e éd. (lire sur Wikisource).
- (it) Carmelo Calci, Roma archeologica : Le scoperte più recenti della città antica e della sua area suburbana, Rome, Adnkronos Libri, 2005, 762 p. (ISBN 978-88-7118-184-4).
- (it) Gabriele Cifani, Architettura romana arcaica : edilizia e società tra monarchia e repubblica, Rome, L'Erma di Bretschneider, 2008, 401 p. (ISBN 978-88-8265-444-3, BNF 41241437).
- (en) William Gell, The Topography of Rome and Its Vicinity, Londres, Henry G. Bohn, 1834 (lire en ligne).
- (it) Antonio Nibby, Viaggio antiquario ne' contorni di Roma, Rome, V. Poggioli, 1819.
- (it) Lorenzo Quilici et Stefania Quilici Gigli, Antemnae, Latium Vetus I, Rome, Multigrafica, 1978.
- (it) Romolo A. Staccioli, Guida insolita ai luoghi, ai monumenti e alle curiosità di Roma antica, Rome, Newton & Compton Editori, 2011, 480 p. (ISBN 978-88-541-2348-9).

#### Articles
- Hermon Ethella, « Réflexions sur la propriété à l'époque royale », Mélanges de l'école française de Rome, t. 90, no 1,‎ 1978, p. 7-31 (DOI 10.3406/mefr.1978.1138).
- (it) Stefania Quilici Gigli, « Antemnae », Enciclopedia dell'Arte Antica,‎ 1994. .
- (it) E. Mangani, « Recenti indagini ad Antemnae », Archeologia Laziale IX, Rome,‎ 1988.